# Hadena x-scriptum
Hadena x-scriptum là một loài bướm đêm trong họ Noctuidae.